# Gabi Ashkenazi
Gabi (Gabriel) Ashkenazi (in ebraico: גבי אשכנזי; Hagor, 25 febbraio 1954) è un generale e politico israeliano, 19° capo di stato maggiore generale (in ebraico: רמטכ"ל, Ramatkal) delle forze di difesa israeliane.

## Biografia
Ashkenazi è nato e cresciuto ad Hagor, un moshav (cooperativa agricola comunitaria) nella pianura di Sharon, nel centro di Israele. Il padre di Ashkenazi, un bulgaro ebreo sopravvissuto all'Olocausto, e la madre, ebrea turca, contribuirono a fondare la comunità.
Ashkenazi ha completato il liceo presso un collegio militare affiliato con la prestigiosa Gymnasia Herzliya di Tel Aviv. Tra i suoi compagni di stanza vi furono Yigal Schwartz, figura di rilievo nella letteratura israeliana, e Yoav Toker, giornalista parigino.
Ashkenazi ha studiato al Junior Command Preparatory School di Tel Aviv ed al Command and Staff College dello U.S. Marine Corps. Ha conseguito anche una laurea in scienze politiche dell'Università di Haifa, e si è laureato alla Harvard Business School. Suo fratello, il generale di brigata Avi Ashkenazi, da settembre 2006 è a capo del personale dell'IDF e della Command School.

## Carriera militare

### Brigata Golani (1972-1988)
Entrato a far parte della Brigata Golani nel 1972, Ashkenazi ha visto la prima volta l'azione nella penisola del Sinai, nel corso della guerra del Kippur del 1973.
Nel luglio 1976 Ashkenazi fu un comandante di plotone nella forza che effettuò la celebre operazione Thunderbolt, una missione per liberare gli ostaggi israeliani dirottati in Uganda, ma non ha partecipato alla battaglia dell'aeroporto di Entebbe. Tra le prime esperienze importanti di Ashkenazi è in Libano nel 1978 durante l'operazione Litani.
Ashkenazi è stato ferito in combattimento e ha lasciato l'esercito israeliano, prima di essere invitato a tornare come comandante di battaglione due anni dopo. Durante la guerra del Libano (1982), Ashkenazi è stato vice comandante della Brigata Golani, e comandò le forze che organizzarono l'assedio del Beaufort Castle, e delle città di Nabatiye e Jabel Baruch. Promosso comandante della Golani nel 1987. Ashkenazi ha dato popolarità alla sua brigata di combattimento e ai suoi soldati durante la sua permanenza in carica di circa due anni.

### Comando Nord (1988-2002)
Nel 1988, Ashkenazi è stato nominato capo dei servizi segreti del comando nord israeliano. Ha comandato una divisione armata di Riservisti nei primi anni '90, e successivamente ha lavorato come capo della amministrazione civile di Israele in Libano, e nel 1994 ha gestito la direzione operativa del capo di stato maggiore generale. Nel 1998, Ashkenazi è stato nominato capo del comando nord di Israele, una posizione che lo avrebbe reso responsabile del ritiro di Israele dalla zona di sicurezza nel Libano meridionale, che concluse 18 anni di presenza di Israele nel Paese. Ashkenazi ha criticato il ritiro, ritenendo che esso avrebbe dovuto essere accompagnato da negoziati con la Siria.

### Vice capo di stato maggiore generale (2002-2005)
Nominato vice capo di stato maggiore delle IDF nel 2002, secondo il quotidiano israeliano Haaretz Ashkenazi era considerato avere una posizione moderata rispetto alla gestione del conflitto israelo-palestinese.
Quando Israele iniziò a costruire una barriera nel West Bank al fine di separare fisicamente la comunità palestinese da quella israeliana, con lo scopo di prevenire gli attacchi terroristici in Israele, Ashkenazi fu messo a capo del progetto. Ha sostenuto la costruzione della barriera più vicino possibile alla Linea Verde, una posizione che riducesse al minimo gli effetti della barriera sui palestinesi. Il generale ha anche "contestato gli atti di aggressione contro i palestinesi" durante l'Intifada, e una volta ha descritto la sua "grande paura" per l'IDF come "la perdita di [umanità dei soldati israeliani] a causa della guerra in corso".
All'inizio del 2005, Ashkenazi divenne un candidato di punta per sostituire il capo di stato maggiore uscente Moshe Ya'alon. Alla fine, il ministro della difesa Shaul Mofaz decise di nominare il comandante della IAF (le Forze Aeree Israeliane) Dan Halutz come successore di Ya'alon nel febbraio 2005. Secondo Haaretz, "Halutz aveva un grande vantaggio rispetto ad Ashkenazi", che riguardava i suoi legami personali con il primo ministro israeliano Ariel Sharon. A seguito della decisione, Ashkenazi si congedò ufficialmente dalle IDF nel maggio 2005, lasciando con "enorme dolore e delusione". In seguito divenne socio di una società di consulenza di sicurezza con sede a Tel Aviv.

### Direttore generale del Ministero della difesa (2006)
Un anno dopo, il ministro della difesa Amir Peretz ha richiamato Ashkenazi alla vita militare attribuendogli l'incarico di direttore generale del Ministero della difesa. In questa posizione, Ashkenazi divenne il "braccio destro" del relativamente inesperto ministro durante il conflitto israelo-libanese del 2006 e, secondo Ynetnews, ha dimostrato di essere "molto più abile" di quanto lo fosse il suo capo.

### Capo di stato maggiore generale (CSM) (2007)
Ashkenazi è diventato il capo di stato maggiore generale delle forze di difesa israeliane il 14 febbraio 2007.
Come CSM Ashkenazi ha avuto a che fare con gli eventi della seconda guerra in Libano. Sotto il suo comando, l'IDF ha attraversato un processo di analisi degli errori e delle debolezze emerse durante la seconda guerra del Libano.
Nel dicembre 2007 Ashkenazi ha incontrato l'ammiraglio Michael Mullen, presidente del Joint Chiefs of Staff degli Stati Uniti d'America - era la prima volta in dieci anni che un capo di stato maggiore israeliano ha incontrato il suo omologo statunitense. Mentre era in visita negli Stati Uniti nel luglio del 2008 Ashkenazi ha ricevuto la decorazione militare della Legion of Merit, con il grado di "Comandante in Capo".
Alla fine di febbraio 2008 Ashkenazi ha comandato l'operazione Inverno caldo, durante il quale l'IDF ha combattuto organizzazioni terroristiche a Gaza per due giorni. Gli scontri hanno portato a un accordo di tregua tra Israele e Hamas. Alla fine del 2008 e nei primi mesi del 2009 Ashkenazi ha comandato anche l'operazione Piombo Fuso, durante il quale l'Esercito Israeliano ha combattuto ancora una volta contro le organizzazioni terroristiche a Gaza, guidata da Hamas. Agli occhi di molti israeliani e commentatori militari, l'operazione condotta dall'Esercito Israeliano, che ha provocato un duro colpo per Hamas (tra cui almeno 700 terroristi morti) e un basso numero di vittime israeliane, hanno dimostrato che l'IDF ha imparato dagli errori della seconda guerra del Libano, ed ha ristabilito la sua reputazione di dissuasione contro i nemici di Israele.
Ashkenazi gode di ottima reputazione presso il pubblico israeliano, e il suo mandato è considerato di successo.